# Lar
 Ikke at forveksle med LAR (lokal afledning af regnvand).
En lar (latin: lar, laris) var i den romerske religion en traditionel skytsgud for den jord, familien (familia) ejede. En lar blev dyrket ved ritualer, som blev afholdt ved skellet mellem ejendommene. Da Rom blev et bysamfund, flyttede laren ind i huset, og blev en husgud.
I romersk religion fandtes der udover laren flere andre guddomme tilknyttet familia: Penater, Di Manes og Genius, og selv i antikken var der usikkerhed om forskellene mellem dem.